# Platygobiopsis dispar
Platygobiopsis dispar är en fiskart som beskrevs av Prokofiev 2008. Platygobiopsis dispar ingår i släktet Platygobiopsis och familjen smörbultsfiskar. Inga underarter finns listade i Catalogue of Life.